# Segunda División de España 1952-53
La temporada 1952–53 de la Segunda División de España de fútbol corresponde a la 22ª edición del campeonato y se disputó entre el 14 de septiembre de 1952 y el 26 de abril de 1953 en su fase regular. Posteriormente se disputaron las fases de ascenso y permanencia entre el 10 de mayo y el 12 de julio.
Los campeones de Segunda División fueron el Atlético Osasuna y el Real Jaén CF.

## Sistema de competición
La Segunda División de España 1952/53 fue organizada por la Federación Española de Fútbol (RFEF).
El campeonato contó con la participación de 32 clubes divididos en dos grupos de 16 equipos cada uno, que se establecieron por criterios de proximidad geográfica. Se disputó siguiendo un sistema de liga, de modo que los 16 equipos de cada grupo se enfrentaron entre sí, todos contra todos en dos ocasiones -una en campo propio y otra en campo contrario- lo que sumó un total de 30 jornadas. El orden de los encuentros se decidió por sorteo antes de empezar la competición.
Se estableció una clasificación con arreglo a los puntos obtenidos en cada enfrentamiento, a razón de dos por partido ganado, uno por empatado y ninguno en caso de derrota. En caso de empate a puntos entre dos o más clubes en la clasificación, se tuvo en cuenta el mayor cociente de goles. 
Los primeros clasificados de cada grupo ascendieron directamente a Primera División, mientras que los segundos y terceros clasificados pasaron a la Fase de Ascenso. Esta consistió en una liguilla, disputada también a doble partido, a la que se unieron el tercer y cuarto peor equipos clasificados de Primera División. Se aplicaron los mismos criterios de puntuación que en la liga regular. Los dos primeros clasificados al término de las diez jornadas lograban la permanencia o el ascenso a Primera División según el caso, mientras que el resto descendía a Segunda División o no lograba el ascenso.
Los tres últimos clasificados de cada grupo descendieron directamente a Tercera División, mientras que los decimosegundos y decimoterceros clasificados jugaron la promoción de permanencia ante los subcampeones de cada uno de los seis grupos de Tercera División y el campeón regional de Canarias.

## Clubes participantes
| Datos de ascensos y descensos con respecto a la temporada anterior |
| --- |
| UD Las Palmas y Atlético Tetuán descienden de Primera División. Real Oviedo CF y CD Málaga ascienden a Primera División. Alicante CF, CF Badalona, Cartagena CF, Levante UD, SG Lucense y UD Orensana descienden a Tercera División. Real Avilés CF, Burgos CF, CD Cacereño, SD España Industrial, Real Jaén CF y Orihuela Deportiva CF ascienden a Segunda División. |

### Grupo I
| Equipo                                     | Ciudad      | Estadio                        |
| ------------------------------------------ | ----------- | ------------------------------ |
| Real Avilés Club de Fútbol                 | Avilés      | Román Suárez Puerta            |
| Club Deportivo Baracaldo Altos Hornos      | Baracaldo   | Lasesarre                      |
| Burgos CF                                  | Burgos      | Zatorre                        |
| Caudal Deportivo                           | Mieres      | El Batán                       |
| Deportivo Alavés                           | Vitoria     | Mendizorroza                   |
| Sección Deportiva España Industrial        | Barcelona   | Les Corts                      |
| Club Ferrol                                | Ferrol      | Inferniño                      |
| Club Gimnástico de Tarragona               | Tarragona   | Avenida de Cataluña            |
| Real Sociedad Gimnástica de Torrelavega    | Torrelavega | El Malecón                     |
| Unión Deportiva Huesca                     | Huesca      | San Jorge                      |
| Unión Deportiva Lérida                     | Lérida      | Campo de Deportes              |
| Club Deportivo Logroñés                    | Logroño     | Las Gaunas                     |
| Club Atlético Osasuna                      | Pamplona    | San Juan                       |
| Centro de Deportes Sabadell Club de Fútbol | Sabadell    | Cruz Alta                      |
| Unión Deportiva Salamanca                  | Salamanca   | El Calvario                    |
| Club Deportivo San Andrés                  | Barcelona   | San Andrés, calle Santa Coloma |

### Grupo II
| Equipo                            | Ciudad                    | Estadio                    |
| --------------------------------- | ------------------------- | -------------------------- |
| Club Deportivo Alcoyano           | Alcoy                     | El Collao                  |
| Club Deportivo Atlético Baleares  | Palma de Mallorca         | Son Canals                 |
| Club Atlético Tetuán              | Tetuán                    | Sania Ramel                |
| Club Deportivo Cacereño           | Cáceres                   | Ciudad Deportiva           |
| Real Club Deportivo Córdoba       | Córdoba                   | El Arcángel                |
| Granada Club de Fútbol            | Granada                   | Los Cármenes               |
| Hércules Club de Fútbol           | Alicante                  | La Viña                    |
| Real Jaén Club de Fútbol          | Jaén                      | La Victoria                |
| Unión Deportiva Las Palmas        | Las Palmas                | Insular                    |
| Real Balompédica Linense          | La Línea de la Concepción | San Bernardo               |
| Real Club Deportivo Mallorca      | Palma de Mallorca         | El Fortín                  |
| Unión Deportiva Melilla           | Melilla                   | Álvarez Claro              |
| Club Deportivo Mestalla           | Valencia                  | Mestalla                   |
| Club Real Murcia                  | Murcia                    | La Condomina               |
| Orihuela Deportiva Club de Fútbol | Orihuela                  | Los Arcos                  |
| Agrupación Deportiva Plus Ultra   | Madrid                    | Velódromo de Ciudad Lineal |

## Primera fase

### Grupo I

#### Clasificación
| Pos. | Equipo                          | Pts. | PJ | G  | E | P  | GF | GC | Dif. | Clasificación                     |
| ---- | ------------------------------- | ---- | -- | -- | - | -- | -- | -- | ---- | --------------------------------- |
| 1    | C. A. Osasuna (C, A)            | 40   | 30 | 16 | 8 | 6  | 61 | 37 | +24  | Ascenso a Primera División        |
| 2    | S. D. España Industrial         | 37   | 30 | 16 | 5 | 9  | 65 | 43 | +22  | Acceso a Fase de ascenso          |
| 3    | Real Avilés C. F.               | 37   | 30 | 16 | 5 | 9  | 59 | 46 | +13  | Acceso a Fase de ascenso          |
| 4    | Deportivo Alavés                | 35   | 30 | 16 | 3 | 11 | 58 | 48 | +10  |                                   |
| 5    | C. D. Logroñés                  | 34   | 30 | 14 | 6 | 10 | 59 | 44 | +15  |                                   |
| 6    | U. D. Lérida                    | 32   | 30 | 14 | 4 | 12 | 48 | 37 | +11  |                                   |
| 7    | C. D. Baracaldo Altos Hornos    | 31   | 30 | 12 | 7 | 11 | 54 | 41 | +13  |                                   |
| 8    | C. D. San Andrés (D)            | 30   | 30 | 13 | 4 | 13 | 50 | 58 | −8   | Descenso a Tercera División       |
| 9    | Club Ferrol                     | 29   | 30 | 11 | 7 | 12 | 49 | 41 | +8   |                                   |
| 10   | Caudal Deportivo                | 28   | 30 | 11 | 6 | 13 | 45 | 48 | −3   |                                   |
| 11   | C. D. Sabadell C. F.            | 28   | 30 | 10 | 8 | 12 | 41 | 55 | −14  |                                   |
| 12   | R. S. Gimnástica de Torrelavega | 27   | 30 | 12 | 3 | 15 | 41 | 57 | −16  | Acceso a Promoción de permanencia |
| 13   | U. D. Salamanca                 | 26   | 30 | 11 | 4 | 15 | 42 | 53 | −11  | Acceso a Promoción de permanencia |
| 14   | Gimnástico de Tarragona (D)     | 25   | 30 | 10 | 5 | 15 | 37 | 56 | −19  | Descenso a Tercera División       |
| 15   | U. D. Huesca (D)                | 23   | 30 | 8  | 7 | 15 | 36 | 48 | −12  | Descenso a Tercera División       |
| 16   | Burgos C. F. (D)                | 18   | 30 | 6  | 6 | 18 | 34 | 67 | −33  | Descenso a Tercera División       |

 Fuente: BDFutbol
Criterios de clasificación: Puntos · Diferencia de goles · Goles a favor · Play-off
Notas:
1. ↑  El C. D. San Andrés renunció a seguir en la categoría una vez finalizada la temporada, por lo que su plaza fue ocupada por la U. D. Salamanca, que había descendido en la promoción.

#### Resultados
| Local \ Visitante               | ALV | AVI | BAR | BUR | CAU | ESI | FER | GIM | GTO | HUE | LER | LOG | OSA | SAB | SAL | SAD |
| ------------------------------- | --- | --- | --- | --- | --- | --- | --- | --- | --- | --- | --- | --- | --- | --- | --- | --- |
| Deportivo Alavés                | —   | 4–0 | 2–0 | 1–0 | 2–0 | 3–0 | 3–2 | 2–3 | 1–2 | 5–0 | 4–1 | 4–1 | 4–1 | 3–0 | 3–0 | 4–0 |
| Real Avilés C. F.               | 7–1 | —   | 0–0 | 2–0 | 1–0 | 2–0 | 1–0 | 3–0 | 3–2 | 3–0 | 3–1 | 3–1 | 2–1 | 4–0 | 4–1 | 5–0 |
| C. D. Baracaldo Altos Hornos    | 6–0 | 3–1 | —   | 4–0 | 2–1 | 1–3 | 1–0 | 1–0 | 2–0 | 4–1 | 2–1 | 0–1 | 2–2 | 4–0 | 5–0 | 1–3 |
| Burgos C. F.                    | 2–2 | 3–0 | 2–2 | —   | 3–2 | 1–2 | 3–4 | 1–1 | 3–0 | 1–0 | 0–0 | 0–3 | 1–2 | 2–3 | 0–2 | 2–4 |
| Caudal Deportivo                | 2–0 | 4–0 | 1–0 | 2–3 | —   | 5–3 | 1–1 | 3–2 | 1–2 | 1–1 | 2–0 | 5–1 | 1–1 | 3–2 | 2–0 | 2–2 |
| S. D. España Industrial         | 2–0 | 6–2 | 3–1 | 4–1 | 6–0 | —   | 4–1 | 0–1 | 5–2 | 3–0 | 1–3 | 1–1 | 2–2 | 1–1 | 2–0 | 1–1 |
| Club Ferrol                     | 0–1 | 1–1 | 2–2 | 0–0 | 2–0 | 1–2 | —   | 4–1 | 4–0 | 0–1 | 2–0 | 0–0 | 1–2 | 4–0 | 2–1 | 4–0 |
| Gimnástico de Tarragona         | 5–1 | 0–2 | 2–1 | 2–3 | 2–1 | 1–0 | 2–2 | —   | 4–3 | 1–1 | 1–0 | 1–1 | 1–3 | 0–0 | 2–1 | 0–1 |
| R. S. Gimnástica de Torrelavega | 1–1 | 3–2 | 1–1 | 1–0 | 1–2 | 0–1 | 0–1 | 1–0 | —   | 4–3 | 2–0 | 3–0 | 1–0 | 4–3 | 3–1 | 0–1 |
| U. D. Huesca                    | 3–0 | 0–1 | 1–1 | 7–0 | 1–1 | 3–1 | 1–1 | 0–2 | 2–0 | —   | 1–0 | 3–0 | 2–0 | 1–2 | 1–2 | 1–1 |
| U. D. Lérida                    | 3–2 | 2–1 | 2–2 | 4–0 | 3–0 | 0–1 | 3–1 | 2–1 | 4–0 | 1–0 | —   | 3–2 | 2–2 | 2–0 | 3–1 | 2–0 |
| C. D. Logroñés                  | 3–0 | 7–2 | 4–1 | 3–0 | 0–0 | 1–4 | 2–1 | 3–0 | 3–1 | 4–0 | 3–0 | —   | 0–0 | 1–2 | 4–1 | 5–0 |
| C. A. Osasuna                   | 2–1 | 1–1 | 1–0 | 2–0 | 2–1 | 2–3 | 3–2 | 6–1 | 6–1 | 3–0 | 1–0 | 4–0 | —   | 1–0 | 4–1 | 2–0 |
| C. D. Sabadell C. F.            | 1–1 | 1–1 | 3–2 | 2–1 | 0–1 | 4–2 | 0–1 | 4–1 | 1–0 | 1–1 | 0–0 | 1–1 | 3–3 | —   | 3–2 | 2–1 |
| U. D. Salamanca                 | 1–2 | 2–0 | 1–2 | 2–2 | 1–0 | 1–2 | 4–1 | 0–0 | 3–0 | 3–1 | 2–1 | 3–1 | 0–0 | 3–1 | —   | 3–0 |
| C. D. San Andrés                | 0–1 | 2–2 | 3–1 | 4–0 | 4–1 | 2–1 | 2–4 | 4–1 | 1–2 | 2–0 | 0–5 | 1–3 | 4–2 | 4–1 | 3–0 | —   |

### Grupo II

#### Clasificación
| Pos. | Equipo                       | Pts. | PJ | G  | E | P  | GF | GC | Dif. | Clasificación                     |
| ---- | ---------------------------- | ---- | -- | -- | - | -- | -- | -- | ---- | --------------------------------- |
| 1    | Real Jaén C. F. (C, A)       | 41   | 30 | 19 | 3 | 8  | 85 | 47 | +38  | Ascenso a Primera División        |
| 2    | Hércules C. F.               | 38   | 30 | 16 | 6 | 8  | 69 | 49 | +20  | Acceso a Fase de ascenso          |
| 3    | Atlético de Tetuán           | 36   | 30 | 15 | 6 | 9  | 66 | 39 | +27  | Acceso a Fase de ascenso          |
| 4    | U. D. Las Palmas             | 35   | 30 | 16 | 3 | 11 | 55 | 38 | +17  |                                   |
| 5    | U. D. Melilla                | 33   | 30 | 14 | 5 | 11 | 55 | 53 | +2   |                                   |
| 6    | C. D. Mestalla               | 33   | 30 | 13 | 7 | 10 | 56 | 45 | +11  |                                   |
| 7    | C. D. Alcoyano               | 30   | 30 | 14 | 2 | 14 | 70 | 64 | +6   |                                   |
| 8    | R. C. D. Mallorca            | 30   | 30 | 11 | 8 | 11 | 47 | 59 | −12  |                                   |
| 9    | Granada C. F.                | 30   | 30 | 13 | 4 | 13 | 52 | 55 | −3   |                                   |
| 10   | R. B. Linense                | 29   | 30 | 13 | 3 | 14 | 53 | 61 | −8   |                                   |
| 11   | Real Murcia                  | 29   | 30 | 11 | 7 | 12 | 53 | 43 | +10  |                                   |
| 12   | Orihuela Deportiva C. F. (D) | 26   | 30 | 12 | 2 | 16 | 51 | 75 | −24  | Acceso a Promoción de permanencia |
| 13   | R. C. D. Córdoba (D)         | 26   | 30 | 9  | 8 | 13 | 55 | 62 | −7   | Acceso a Promoción de permanencia |
| 14   | C. D. Atlético Baleares (D)  | 23   | 30 | 10 | 3 | 17 | 50 | 75 | −25  | Descenso a Tercera División       |
| 15   | A. D. Plus Ultra (D)         | 22   | 30 | 7  | 8 | 15 | 57 | 70 | −13  | Descenso a Tercera División       |
| 16   | C. D. Cacereño (D)           | 19   | 30 | 7  | 5 | 18 | 40 | 79 | −39  | Descenso a Tercera División       |

 Fuente: BDFutbol
Criterios de clasificación: Puntos · Diferencia de goles · Goles a favor · Play-off

#### Resultados
| Local \ Visitante        | ALC | ATT | BAL | CAC | COR | GRA | HER | JAE | LAS | LIN | MLL | MEL | MES | MUR | ORI | PLU |
| ------------------------ | --- | --- | --- | --- | --- | --- | --- | --- | --- | --- | --- | --- | --- | --- | --- | --- |
| C. D. Alcoyano           | —   | 2–3 | 4–2 | 4–1 | 5–1 | 5–0 | 2–4 | 1–2 | 5–3 | 3–2 | 3–0 | 6–3 | 3–1 | 2–2 | 5–0 | 6–1 |
| Atlético de Tetuán       | 1–1 | —   | 5–0 | 3–0 | 2–2 | 3–0 | 1–2 | 3–1 | 1–1 | 1–2 | 5–0 | 2–0 | 1–1 | 3–1 | 7–0 | 5–1 |
| C. D. Atlético Baleares  | 3–1 | 1–2 | —   | 2–1 | 4–1 | 1–1 | 4–3 | 3–4 | 0–1 | 2–0 | 1–1 | 1–3 | 3–0 | 2–0 | 7–1 | 2–1 |
| C. D. Cacereño           | 1–3 | 0–2 | 3–1 | —   | 2–2 | 1–3 | 1–1 | 2–1 | 1–4 | 5–1 | 2–2 | 5–3 | 1–1 | 2–1 | 3–0 | 2–2 |
| R. C. D. Córdoba         | 3–0 | 4–1 | 4–2 | 2–3 | —   | 1–0 | 5–1 | 1–1 | 2–1 | 5–0 | 2–2 | 3–2 | 1–1 | 0–1 | 1–2 | 6–4 |
| Granada C. F.            | 2–0 | 1–0 | 5–0 | 3–1 | 5–1 | —   | 0–0 | 3–1 | 1–0 | 5–0 | 3–1 | 2–0 | 0–1 | 1–1 | 6–0 | 4–0 |
| Hércules C. F.           | 3–1 | 3–1 | 3–1 | 2–0 | 1–0 | 3–3 | —   | 4–0 | 4–0 | 1–0 | 3–0 | 1–2 | 5–0 | 1–1 | 7–5 | 4–1 |
| Real Jaén C. F.          | 5–0 | 1–0 | 5–1 | 5–0 | 2–0 | 9–0 | 2–0 | —   | 5–1 | 3–1 | 4–3 | 5–0 | 4–2 | 3–2 | 5–1 | 5–2 |
| U. D. Las Palmas         | 3–0 | 3–4 | 5–0 | 3–0 | 1–1 | 3–1 | 1–0 | 4–0 | —   | 2–0 | 3–0 | 3–0 | 1–2 | 1–0 | 3–1 | 2–1 |
| R. B. Linense            | 4–1 | 1–1 | 4–2 | 3–0 | 4–2 | 3–1 | 4–1 | 2–1 | 2–1 | —   | 1–1 | 3–0 | 1–3 | 2–1 | 3–1 | 3–0 |
| R. C. D. Mallorca        | 1–0 | 1–3 | 1–1 | 4–2 | 2–1 | 4–2 | 4–1 | 2–1 | 3–2 | 2–0 | —   | 1–1 | 2–1 | 4–0 | 0–3 | 3–1 |
| U. D. Melilla            | 5–1 | 2–0 | 2–0 | 3–0 | 1–0 | 1–0 | 2–2 | 0–3 | 0–0 | 4–1 | 1–1 | —   | 2–1 | 4–1 | 1–0 | 3–1 |
| C. D. Mestalla           | 3–0 | 1–4 | 6–0 | 1–0 | 6–2 | 3–0 | 1–1 | 0–1 | 0–1 | 4–3 | 3–0 | 2–2 | —   | 2–0 | 2–1 | 3–0 |
| Real Murcia              | 0–1 | 2–0 | 4–1 | 5–0 | 4–0 | 4–0 | 1–2 | 3–3 | 3–1 | 0–0 | 6–1 | 1–3 | 2–1 | —   | 3–1 | 1–1 |
| Orihuela Deportiva C. F. | 1–3 | 3–0 | 2–3 | 3–0 | 0–0 | 3–0 | 2–1 | 4–1 | 1–0 | 3–2 | 2–0 | 5–4 | 3–3 | 1–3 | —   | 1–0 |
| A. D. Plus Ultra         | 4–2 | 2–2 | 2–0 | 9–1 | 2–2 | 5–0 | 4–5 | 2–2 | 0–1 | 5–1 | 1–1 | 2–1 | 1–1 | 0–0 | 2–1 | —   |

## Fase de ascenso
En la fase de ascenso jugaron SD España Industrial y Real Avilés CF del Grupo I; Hércules CF y Atlético Tetuán del Grupo II; y RC Celta de Vigo y RC Deportivo de La Coruña como equipos de Primera División. Los dos primeros clasificados jugarían en Primera División la siguiente temporada, el resto lo harían en Segunda División.
Al igual que la temporada anterior se dio el caso que un equipo filial conseguía el ascenso, ya que el SD España Industrial era filial del Barcelona. En un principio parecía que el conjunto barcelonés podría jugar en Primera División, y el único impedimento que seguía poniendo la Federación era que los dos clubes deberían jugar en campos distintos. Para ello la junta directiva del España Industrial pidió permiso para jugar en otro estadio mientras ampliaban en suyo de Hortafranchs, o incluso propusieron la idea de jugar en el Estadio de Montjuic. Finalmente en Asamblea, la Federación resolvió la situación dejando sin efecto el ascenso del España Industrial y otorgando la plaza del Primera División al RC Celta de Vigo.

### Clasificación
| Pos. | Equipo                    | Pts. | PJ | G | E | P | GF | GC | Dif. | Clasificación                 |
| ---- | ------------------------- | ---- | -- | - | - | - | -- | -- | ---- | ----------------------------- |
| 1    | R. C. Deportivo La Coruña | 11   | 10 | 5 | 1 | 4 | 15 | 11 | +4   | Permanece en Primera División |
| 2    | S. D. España Industrial   | 11   | 10 | 4 | 3 | 3 | 20 | 12 | +8   |                               |
| 3    | R. C. Celta de Vigo       | 10   | 10 | 4 | 2 | 4 | 18 | 17 | +1   | Permanece en Primera División |
| 4    | Atlético Tetuán           | 10   | 10 | 4 | 2 | 4 | 15 | 13 | +2   |                               |
| 5    | Hércules C. F.            | 9    | 10 | 4 | 1 | 5 | 12 | 19 | −7   |                               |
| 6    | Real Avilés C. F.         | 9    | 10 | 4 | 1 | 5 | 14 | 22 | −8   |                               |

 Fuente: Resultados Fútbol
Criterios de clasificación: Puntos · Diferencia de goles · Goles a favor · Play-off
Notas:
1. ↑  La S. D. España Industrial no ascendió a Primera División, al hacer pública su renuncia, una vez disputada la liguilla, por ser del filial del C. F. Barcelona

### Resultados
| Local \ Visitante         | ATT | AVI | CEL | DEP | ESI | HER |
| ------------------------- | --- | --- | --- | --- | --- | --- |
| Atlético Tetuán           | —   | 6–1 | 0–0 | 2–0 | 2–1 | 3–0 |
| Real Avilés C. F.         | 1–0 | —   | 4–1 | 1–0 | 1–3 | 2–0 |
| R. C. Celta de Vigo       | 4–1 | 4–2 | —   | 1–3 | 1–1 | 5–1 |
| R. C. Deportivo La Coruña | 3–0 | 1–2 | 1–2 | —   | 0–0 | 3–1 |
| S. D. España Industrial   | 1–1 | 6–1 | 3–0 | 1–3 | —   | 4–1 |
| Hércules C. F.            | 2–0 | 1–1 | 1–0 | 2–0 | 3–1 | —   |

## Promoción de permanencia

### Grupo I
En este grupo quedaron encuadrados Gimnástica de Torrelavega y UD Salamanca, que se enfrentaron a los equipos de Tercera División Cultural Leonesa, CD Mataró y Club Sestao. Los dos primeros clasificados jugarían en Segunda División la temporada siguiente y el resto lo haría en Tercera División.

#### Clasificación
| Pos. | Equipo                          | Pts. | PJ | G | E | P | GF | GC | Dif. | Clasificación               |
| ---- | ------------------------------- | ---- | -- | - | - | - | -- | -- | ---- | --------------------------- |
| 1    | R. S. Gimnástica de Torrelavega | 10   | 8  | 5 | 0 | 3 | 17 | 11 | +6   |                             |
| 2    | Cultural Leonesa (A)            | 8    | 8  | 4 | 0 | 4 | 21 | 19 | +2   | Ascenso a Segunda División  |
| 3    | C. D. Mataró                    | 8    | 8  | 4 | 0 | 4 | 17 | 16 | +1   |                             |
| 4    | U. D. Salamanca                 | 8    | 8  | 4 | 0 | 4 | 12 | 10 | +2   | Descenso a Tercera División |
| 5    | Club Sestao                     | 6    | 8  | 3 | 0 | 5 | 11 | 22 | −11  |                             |

 Fuente: Fútbol Regional
Criterios de clasificación: Puntos · Diferencia de goles · Goles a favor · Play-off
Notas:
1. ↑  La U. D. Salamanca fue repescada para jugar en Segunda debido a la plaza vacante dejada por la renuncia del C. D. San Andrés.

#### Resultados
| Local \ Visitante               | CUL | GTO | MAT | SAL | SES |
| ------------------------------- | --- | --- | --- | --- | --- |
| Cultural Leonesa                | —   | 2–4 | 3–1 | 3–1 | 6–0 |
| R. S. Gimnástica de Torrelavega | 1–0 | —   | 2–1 | 1–0 | 5–1 |
| C. D. Mataró                    | 7–2 | 3–2 | —   | 1–0 | 3–1 |
| U. D. Salamanca                 | 1–2 | 2–1 | 4–1 | —   | 3–1 |
| Club Sestao                     | 4–3 | 2–1 | 2–0 | 0–1 | —   |

### Grupo II
En este grupo quedó encuadrado el RCD Córdoba, que se enfrentó a los equipos de Tercera División UD España de Tánger, CD Calvo Sotelo y Levante UD. El primer clasificado jugaría en Segunda División la temporada siguiente y el resto lo haría en Tercera División.

#### Clasificación
| Pos. | Equipo                     | Pts. | PJ | G | E | P | GF | GC | Dif. | Clasificación               |
| ---- | -------------------------- | ---- | -- | - | - | - | -- | -- | ---- | --------------------------- |
| 1    | U. D. España de Tánger (A) | 8    | 6  | 3 | 2 | 1 | 12 | 5  | +7   | Ascenso a Segunda División  |
| 2    | Levante U. D.              | 8    | 6  | 3 | 2 | 1 | 15 | 11 | +4   |                             |
| 3    | R. C. D. Córdoba (D)       | 5    | 6  | 1 | 3 | 2 | 13 | 16 | −3   | Descenso a Tercera División |
| 4    | C. D. Calvo Sotelo         | 3    | 6  | 1 | 1 | 4 | 12 | 20 | −8   |                             |

 Fuente: Fútbol Regional
Criterios de clasificación: Puntos · Diferencia de goles · Goles a favor · Play-off

#### Resultados
| Local \ Visitante      | CAL | COR | ESP | LEV |
| ---------------------- | --- | --- | --- | --- |
| C. D. Calvo Sotelo     | —   | 5–0 | 2–2 | 1–3 |
| R. C. D. Córdoba       | 5–1 | —   | 2–2 | 3–3 |
| U. D. España de Tánger | 5–0 | 2–0 | —   | 1–0 |
| Levante U. D.          | 5–3 | 3–3 | 1–0 | —   |

### Grupo III
En este grupo quedó encuadrado el Orihuela Deportiva CF, que se enfrentó al campeón regional tinerfeño, el CD Tenerife, en eliminatoria a doble partido.
| 24 de mayo de 1953 | Orihuela Deportiva CF | 2:1 | CD Tenerife | Los Arcos, Orihuela |  |

| 31 de mayo de 1953 | CD Tenerife | 3:0 | Orihuela Deportiva CF | Heliodoro Rodríguez López, Santa Cruz de Tenerife |  |

- Asciende a Segunda División: CD Tenerife.
- Desciende a Tercera División: Orihuela Deportiva CF.

## Resumen
Campeones de Segunda División:
| - Club Atlético Osasuna | - Real Jaén Club de Fútbol |

Ascienden a Primera División:
| - Club Atlético Osasuna | - Real Jaén Club de Fútbol |

Descienden a Tercera División: 
| - Club Deportivo Atlético Baleares - Burgos Club de Fútbol | - Club Deportivo Cacereño - Real Club Deportivo Córdoba | - Club Gimnástico de Tarragona - Unión Deportiva Huesca | - Orihuela Deportiva Club de Fútbol - Agrupación Deportiva Plus Ultra | - Club Deportivo San Andrés |